# Pustrica
Pustrica (nemško Pustritz) je naselje v Občini Grebinj v Okraju Velikovec na Koroškem v Avstriji.